# Campeonato Piauiense de Futebol de 1976
O Campeonato Piauiense de Futebol de 1976 foi o 36º campeonato de futebol do Piauí. A competição foi organizada pela Federação Piauiense de Desportos e o campeão foi o Flamengo.

## Participantes
- Auto Esporte (Teresina)
- Botafogo (Teresina)
- Comercial (Campo Maior)
- Flamengo (Teresina)
- Fluminense (Teresina)
- Parnaíba (Parnaíba)
- Piauí (Teresina)
- Tiradentes (Teresina)

## Tabela

### Primeiro Turno
| 15 de fevereiro | Flamengo                        | 2 - 1 | Botafogo   |  |
|                 | Joãozinho 60' · Décio Costa 82' |       | Xavier 76' |  |

| 15 de fevereiro | Parnaíba                                           | 3 - 2 | Fluminense                 |  |
|                 | Paulo César 12' · Bido 60' · Hélio Rocha 77' (pen) |       | César 53' · Mota 89' (pen) |  |

| 18 de fevereiro | Piauí      | 1 - 1 | Botafogo    |  |
|                 | Zé Luís 5' |       | Ribas I 65' |  |

| 18 de fevereiro | Tiradentes                                                                  | 5 - 0 | Auto Esporte |  |
|                 | Santos 48' · Ivã Lopes 56' · Derivaldo 73' · Jorge Costa 78' · Roberval 85' |       |              |  |

| 22 de fevereiro | Comercial     | 1 - 2 | Piauí                     |  |
|                 | Reginaldo 74' |       | Castro 5' · Rodrigues 69' |  |

| 22 de fevereiro | Tiradentes | 12 - 0 | Fluminense |  |
|                 | Jorge Costa 5', 11', 30', 47', 50' · Santos 13', 57' · Derivaldo 65' · Ivã Lopes 75', 80' · Leal 76' · Ubiranir 84' |        |            |  |

|  | Parnaíba                                           | 4 - 3 | Auto Esporte                        |  |
|  | Paulo César 28', 70' · Hélio Rocha 78' · Sousa 86' |       | Jesus 38' · Irene 21' · Zé Lima 51' |  |

| 26 de fevereiro | Flamengo                             | 3 - 0 | Comercial |  |
|                 | Bié 26' · Israel 82' · Joãozinho 85' |       |           |  |

| 7 de março | Parnaíba        | 1 - 4 | Tiradentes                              |  |
|            | Sousa 44' (pen) |       | Jorge Costa 2', 5', 12' · Derivaldo 60' |  |

| 7 de março | Comercial | 0 - 1 | Botafogo    |  |
|            |           |       | Queirós 28' |  |

| 7 de março | Auto Esporte | 0 - 1 | Fluminense |  |
|            |              |       | César 90'  |  |

| 7 de março | Flamengo       | 1 - 0 | Piauí |  |
|            | Pilinguiça 81' |       |       |  |

#### Classificação
| Equipe       | Pts. | J | V | E | D | GM | GS | SG  |
| ------------ | ---- | - | - | - | - | -- | -- | --- |
| Tiradentes   | 6    | 3 | 3 | 0 | 0 | 21 | 1  | 20  |
| Parnaíba     | 4    | 3 | 2 | 0 | 1 | 8  | 9  | -1  |
| Fluminense   | 2    | 3 | 1 | 0 | 2 | 3  | 15 | -12 |
| Auto Esporte | 0    | 3 | 0 | 0 | 3 | 3  | 10 | -7  |

| Equipe    | Pts. | J | V | E | D | GM | GS | SG |
| --------- | ---- | - | - | - | - | -- | -- | -- |
| Flamengo  | 6    | 3 | 3 | 0 | 0 | 6  | 1  | 5  |
| Piauí     | 3    | 3 | 1 | 1 | 1 | 3  | 3  | 0  |
| Botafogo  | 3    | 3 | 1 | 1 | 1 | 3  | 3  | 0  |
| Comercial | 0    | 3 | 0 | 0 | 3 | 1  | 6  | -5 |

- O Piauí foi 2º Lugar do Grupo B foi por sorteio

#### Semifinais
| 10 de março | Tiradentes                                             | 4 - 1 | Piauí    |  |
|             | Sima 25' · Deriavaldo 60' · Jorge Costa 62', 72' (pen) |       | Pila 78' |  |

| 10 de março | Flamengo                              | 1 - 1 (2 - 0 pro) | Parnaíba        |  |
|             | Joãozinho 13' · Décio Costa 93', 100' |                   | Sousa 81' (pen) |  |

#### Final
| 14 de março | Flamengo       | 1 - 0 | Tiradentes |  |
|             | Décio Costa 7' |       |            |  |

| 17 de março | Tiradentes   | 1 - 1 | Flamengo        |  |
|             | Oliveira 84' |       | Décio Costa 78' |  |

- Flamengo campeão do 1º Turno

### Segundo Turno
| 24 de março | Tiradentes        | 2 - 1 | Botafogo    |  |
|             | Roberval 70', 78' |       | Queirós 38' |  |

| 24 de março | Flamengo              | 2 - 0 | Fluminense |  |
|             | Dias 63' · Israel 71' |       |            |  |

| 28 de março | Piauí        | 1 - 1 | Comercial |  |
|             | Maurício 89' |       | Deca 16'  |  |

| 28 de março | Flamengo                     | 2 - 1 | Auto Esporte |  |
|             | Israel 40' · Décio Costa 84' |       | Nabor 32'    |  |

| 31 de março | Botafogo                                              | 5 - 0 | Comercial |  |
|             | Queirós 3', 57' · Luís Carlos 8', 12' · Carlinhos 77' |       |           |  |

| 31 de março | Auto Esporte            | 2 - 1 | Parnaíba  |  |
|             | Esteves 6' · Diomar 71' |       | Neném 30' |  |

| 4 de abril | Botafogo                      | 2 - 1 | Piauí          |  |
|            | Queirós 41' · Luís Carlos 80' |       | Batistinha 15' |  |

| 4 de abril | Comercial | 1 - 6 | Tiradentes                                                                   |  |
|            | Deca 56'  |       | Roberval 26' · Derivaldo 36' · Sima 40' · Jorge Costa 63', 65' · Bitonho 85' |  |

| 4 de abril | Parnaíba        | 1 - 0 | Flamengo |  |
|            | Paulo César 54' |       |          |  |

| 4 de abril | Auto Esporte                            | 3 - 1 | Fluminense |  |
|            | Diomar 22', 69' · Janjão 73' · Mota 64' |       |            |  |

| 7 de abril | Fluminense | 0 - 1 | Parnaíba  |  |
|            |            |       | Neném 82' |  |

| 7 de abril | Tiradentes                                                | 5 - 1 | Piauí        |  |
|            | Sima 6', 29' · Erasmo 23' · Jorge Costa 61' · Bitonho 69' |       | Fernando 42' |  |

#### Classificação
| Equipe     | Pts. | J | V | E | D | GM | GS | SG  |
| ---------- | ---- | - | - | - | - | -- | -- | --- |
| Tiradentes | 6    | 3 | 3 | 0 | 0 | 13 | 3  | 10  |
| Botafogo   | 4    | 3 | 2 | 0 | 1 | 8  | 3  | 5   |
| Piauí      | 1    | 3 | 0 | 1 | 2 | 3  | 8  | -5  |
| Comercial  | 0    | 3 | 0 | 1 | 2 | 2  | 12 | -10 |

| Equipe       | Pts. | J | V | E | D | GM | GS | SG |
| ------------ | ---- | - | - | - | - | -- | -- | -- |
| Flamengo     | 4    | 3 | 2 | 0 | 1 | 4  | 2  | 2  |
| Auto Esporte | 4    | 3 | 2 | 0 | 1 | 6  | 4  | 2  |
| Parnaíba     | 4    | 3 | 2 | 0 | 1 | 3  | 2  | 1  |
| Fluminense   | 0    | 3 | 0 | 0 | 3 | 1  | 6  | -5 |

- No sorteio o Flamengo ficou como 1º do Grupo B, Auto Esporte como 2º lugar e o Parnaíba com o 3º lugar

#### Semifinais
| 11 de abril | Tiradentes                     | 2 - 0 | Auto Esporte |  |
|             | Jorge Costa 16' · Oliveira 74' |       |              |  |

| 14 de abril | Flamengo                 | 3 - 1 | Botafogo        |  |
|             | Bié 8', 55' · Israel 34' |       | Luís Carlos 90' |  |

#### Final
| 18 de abril | Flamengo | 0 - 0 | Tiradentes |  |
|             |          |       |            |  |

| 21 de abril | Tiradentes | 1 - 4 | Flamengo                                             |  |
|             | Sima 59'   |       | Jorginho 23', 90' · Décio Costa 52' · Dema 66' (pen) |  |

- Flamengo campeão do 2º Turno

### Terceiro Turno
| 25 de abril | Parnaíba         | 1 - 1 | Piauí     |  |
|             | Hélio Alelaf 20' |       | Brito 35' |  |

| 25 de abril | Botafogo      | 1 - 1 | Auto Esporte |  |
|             | Bola Sete 71' |       | Nabor 83'    |  |

| 25 de abril | Comercial                         | 3 - 1 | Fluminense       |  |
|             | Deca 71', 76' · Luís Fernando 82' |       | Antônio José 19' |  |

| 2 de maio | Flamengo | 0 - 0 | Botafogo |  |
|           |          |       |          |  |

| 2 de maio | Comercial                               | 3 - 1 | Piauí          |  |
|           | Deca 8' · Reginaldo 22' · Vincentim 36' |       | Batistinha 85' |  |

| 2 de maio | Parnaíba                    | 2 - 2 | Fluminense            |  |
|           | Neném 35' · Hélio Rocha 65' |       | Jesus 15' · Mário 73' |  |

| 5 de maio | Tiradentes | 0 - 0 | Auto Esporte |  |
|           |            |       |              |  |

| 9 de maio | Flamengo | 0 - 0 | Tiradentes |  |
|           |          |       |            |  |

| 9 de maio | Parnaíba | 1 - 0 | Comercial |  |
|           | Bido 20' |       |           |  |

| 16 de maio | Auto Esporte | 0 - 3 | Flamengo                        |  |
|            |              |       | Bié 36' · Dodô 66' · Israel 68' |  |

| 16 de maio | Piauí               | 2 - 3 | Fluminense                            |  |
|            | Batistinha 55', 60' |       | Mário 3', 9' (pen) · Antônio José 85' |  |

| 20 de maio | Tiradentes    | 1 - 1 | Botafogo    |  |
|            | Ivã Lopes 69' |       | Queirós 37' |  |

#### Classificação
| Equipe       | Pts. | J | V | E | D | GM | GS | SG |
| ------------ | ---- | - | - | - | - | -- | -- | -- |
| Flamengo     | 4    | 3 | 1 | 2 | 0 | 3  | 0  | 3  |
| Botafogo     | 4    | 3 | 0 | 3 | 0 | 2  | 2  | 0  |
| Tiradentes   | 3    | 3 | 0 | 3 | 0 | 1  | 1  | 0  |
| Auto Esporte | 2    | 3 | 0 | 2 | 1 | 1  | 4  | -3 |

| Equipe     | Pts. | J | V | E | D | GM | GS | SG |
| ---------- | ---- | - | - | - | - | -- | -- | -- |
| Comercial  | 4    | 3 | 2 | 0 | 1 | 6  | 3  | 3  |
| Parnaíba   | 4    | 3 | 2 | 0 | 1 | 6  | 4  | 2  |
| Fluminense | 4    | 3 | 1 | 1 | 1 | 6  | 7  | -1 |
| Piauí      | 0    | 3 | 0 | 0 | 3 | 4  | 7  | -3 |

- No sorteio o Tiradentes levou a vaga para Semifinal como vice do Grupo A e o Comercial ficou como primeiro do Grupo B

| 23 de maio | Flamengo                  | 2 - 3 | Parnaíba                                      |  |
|            | Israel 20' · Jorginho 36' |       | Hélio Rocha 70' · Neném 75' · Paulo César 79' |  |

| 27 de maio | Comercial     | 2 - 1 | Tiradentes |  |
|            | Deca 31', 68' |       | Sima 90'   |  |

#### Final
| 30 de maio | Parnaíba                                     | 3 - 0 | Comercial |  |
|            | Paulo César 25' · Sousa 57' (pen) · Bido 61' |       |           |  |

| 6 de junho | Comercial                                       | 4 - 2 | Parnaíba                  |  |
|            | Ismael 21' · Luís Francisco 23', 34' · Deca 55' |       | Bido 3' · Hélio Rocha 82' |  |

| 10 de junho | Comercial | 0 - 2 | Parnaíba                         |  |
|             |           |       | Hélio Rocha 9' · Paulo César 42' |  |

- Parnaíba campeão do 3º Turno

### Quarto Turno
- O Tiradentes abandonou a competição no 4º Turno por conta do caso Jacob (homicídio). O Departamento de Futebol foi fechado pela PM por conta do episódio.

| 12 de junho | Botafogo                                 | 3 - 0 | Auto Esporte |  |
|             | Marcos 20' · Piçarra 37' · Bola Sete 55' |       |              |  |

| 17 de junho | Fluminense             | 2 - 3 | Piauí                               |  |
|             | Mota 46' · Batista 57' |       | Serginho 22' · Castro 60' · Gil 62' |  |

| 17 de junho | Flamengo                  | 2 - 1 | Comercial |  |
|             | Gringo 13' · Jorginho 25' |       | Deca 4'   |  |

| 20 de junho | Piauí                                  | 3 - 3 | Auto Esporte                       |  |
|             | Batistinha 48', 86' · Gilmar 54' (pen) |       | Nonato 40' · Sivuca 4' · Nabor 63' |  |

| 20 de junho | Botafogo    | 1 - 0 | Fluminense |  |
|             | Maninho 89' |       |            |  |

| 20 de junho | Comercial                                                   | 5 - 1 | Parnaíba        |  |
|             | Deca 5', 25', 33' (pen) · Luis Francisco 7' · Vincentim 43' |       | Paulo César 10' |  |

| 23 de junho | Fluminense                     | 2 - 0 | Auto Esporte |  |
|             | Antônio Wílson 38' · Mário 52' |       |              |  |

| 23 de junho | Botafogo | 0 - 1 | Piauí          |  |
|             |          |       | Batistinha 58' |  |

| 27 de junho | Flamengo                                           | 4 - 0 | Parnaíba |  |
|             | Gringo 14' · Décio Costa 21', 53' · Zé Roberto 90' |       |          |  |

#### Classificação
| Equipe    | Pts. | J | V | E | D | GM | GS | SG |
| --------- | ---- | - | - | - | - | -- | -- | -- |
| Flamengo  | 4    | 2 | 2 | 0 | 0 | 6  | 1  | 5  |
| Comercial | 2    | 2 | 1 | 0 | 1 | 6  | 3  | 3  |
| Parnaíba  | 0    | 2 | 0 | 0 | 2 | 1  | 9  | -8 |

| Equipe       | Pts. | J | V | E | D | GM | GS | SG |
| ------------ | ---- | - | - | - | - | -- | -- | -- |
| Piauí        | 5    | 3 | 2 | 1 | 0 | 7  | 5  | 2  |
| Botafogo     | 4    | 3 | 2 | 0 | 1 | 4  | 1  | 3  |
| Fluminense   | 2    | 3 | 1 | 0 | 2 | 4  | 4  | 0  |
| Auto Esporte | 1    | 3 | 0 | 1 | 2 | 3  | 8  | -5 |

#### Semifinal
| 30 de junho | Piauí        | 1 - 1 (0 - 1 pro) | Comercial                     |  |
|             | Fernando 76' |                   | Tião 77' · Luis Francisco 91' |  |

| 30 de junho | Flamengo                      | 2 - 0 | Botafogo |  |
|             | Décio Costa 7' · Jorginho 42' |       |          |  |

#### Final
| 4 de julho | Comercial | 0 - 4 | Flamengo                                             |  |
|            |           |       | Décio Costa 63' · Zé Roberto 70', 86' · Jorginho 75' |  |

| 7 de julho | Flamengo                           | 3 - 0 | Comercial |  |
|            | Décio Costa 11' 50' · Jorginho 55' |       |           |  |

- Flamengo campeão do 4º Turno

### Decisão
| 11 de julho | Flamengo                     | 2 - 1 | Parnaíba |  |
|             | Israel 40' · Décio Costa 50' |       | Dema 69' |  |

| 18 de julho | Flamengo         | 1 - 1 | Parnaíba        |  |
|             | Gringo 40' (pen) |       | Hélio Rocha 36' |  |

## Premiação
| Campeonato Piauiense de Futebol de 1976 |
| --------------------------------------- |
| FLAMENGO Campeão (9º título)            |

## Artilharia
15 Gols
- Jorge Costa (Tiradentes)

14 Gols
- Décio Costa (Flamengo)

12 Gols
- Deca (Comercial)

8 Gols
- Paulo César (Parnaíba)

7 Gols
| - Jorginho (Flamengo) - Israel (Flamengo) | - Hélio Rocha (Parnaíba) - Batistinha (Piauí) |

6 Gols
- Queirós (Botafogo)
- Sima (Tiradentes)

4 Gols
| - Luís Carlos (Botafogo) - Luís Francisco (Comercial) - Bié (Flamengo) - Mário (Fluminense) - Sousa (Parnaíba) | - Bido (Parnaíba) - Neném (Parnaíba) - Ivã Lopes (Tiradentes) - Roberval (Tiradentes) - Derivaldo (Tiradentes) |

3 Gols
| - Diomar (Auto Esporte) - Nabor (Auto Esporte) - Joãozinho (Flamengo) | - Zé Roberto (Flamengo) - Gringo (Flamengo) - Mota (Fluminense) - Santos (Tiradentes) |

2 Gols
| - Bola Sete (Botafogo) - Vincentim (Comercial) - Reginaldo (Comercial) - Antônio José (Fluminense) | - César (Fluminense) - Castro (Piauí) - Fernando (Piauí) - Bitonho (Tiradentes) - Oliveira (Tiradentes) |

1 Gol
| - Zé Lima (Auto Esporte) - Irene (Auto Esporte) - Janjão (Auto Esporte) - Esteves (Auto Esporte) - Sivuca (Auto Esporte) - Piçarra (Botafogo) - Marcos (Botafogo) - Xavier (Botafogo) | - Carlinhos (Botafogo) - Maninho (Botafogo) - Ribas I (Botafogo) - Ismael (Comercial) - Luís Fernando (Comercial) - Pilinguiça (Flamengo) - Dodô (Flamengo) - Dema (Flamengo) | - Dias (Flamengo) - Batista (Fluminense) - Antônio Wílson (Fluminense) - Hélio Alelaf (Parnaíba) - Gil (Piauí) - Serginho (Piauí) - Rodrigues (Piauí) - Brito (Piauí) | - Maurício (Piauí) - Zé Luís (Piauí) - Pila (Piauí) - Gilmar (Piauí) - Ubiranir (Tiradentes) - Leal (Tiradentes) - Erasmo (Tiradentes) - Deriavaldo (Tiradentes) |

2 Gols-Contra
- Jesus (Parnaíba para o Fluminense, para o Auto Esporte)

1 Gol-Contra
- Tião (Piauí para o Comercial)
- Nonato (Piauí para o Auto Esporte)
- Dema (Flamengo para o Parnaíba)